# Rock Me Baby
„Rock Me Baby“ je americká bluesová píseň. V roce 1964 ji vydal jako singl kytarista B. B. King, přičemž šlo o jeho první singl, který se dostal do první čtyřicítky v hitparádě Billboard Hot 100. Píseň vychází ze starších bluesových písní, z velké části z nahrávky písně „Rockin' and Rollin'“ od Lil' Son Jacksona z roku 1950. I tato píseň však vychází ze starších bluesových písní. Mezi další hudebníky, kteří v pozdějších letech hráli píseň při koncertech či nahráli ve studiu, patří například zpěváci Otis Redding a Tina Turner či skupiny Blue Cheer, Steve Miller Band a The Jimi Hendrix Experience.